# تيم هيد
تيم هيد (بالإنجليزية: Tim Head)‏ هو رسام وأستاذ جامعي ومصور بريطاني، ولد في 1946 في لندن في المملكة المتحدة.